# Roberto De Zolt
Roberto De Zolt Ponte (Belluno, 23 gennaio 1970) è un ex fondista italiano.

## Biografia
In Coppa del Mondo debuttò il 7 dicembre 1991 a Silver Star (61°) e ottenne l'unico podio il 7 dicembre 1997 a Santa Caterina Valfurva (2°). Non partecipò né a rassegne olimpiche né iridate.
Dal 2002 si è dedicato alla Marathon Cup, manifestazione svolta sempre sotto l'egida della FIS, che ricomprende gare su lunghissime distanze. In quest'ultima specialità ha colto i suoi più importanti successi a livello individuale.

## Palmarès

### Mondiali juniores
- 1 medaglia:
  - 1 bronzo[1]

### Coppa del Mondo
- Miglior piazzamento in classifica generale: 57º nel 1993
- 1 podio (a squadre[2]):
  - 1 secondo posto

### Marathon Cup
- Miglior piazzamento in classifica generale: 2º nel 2002
- 6 podi:
  - 4 vittorie
  - 2 secondi posti
  - 2 terzi posti

#### Marathon Cup - vittorie
| Data             | Gara                 | Luogo          | Paese       | Distanza    |
| ---------------- | -------------------- | -------------- | ----------- | ----------- |
| 17 febbraio 2002 | Transjurassienne     | Lamoura/Mouthe | Francia     | 76 km TL    |
| 14 dicembre 2003 | La Sgambeda          | Livigno        | Italia      | 42 km TL    |
| 12 febbraio 2006 | Transjurassienne     | Lamoura/Mouthe | Francia     | 76 km TL    |
| 25 febbraio 2005 | American Birkebeiner | Hayward        | Stati Uniti | 52 km TL MS |

Legenda:

TL = tecnica libera

MS = partenza in linea

### Campionati italiani
- 8 medaglie:
  - 6 ori (4 in staffetta, 2 individuali: 50 km nel 1997; 50 km nel 2001)[1]
  - 1 argento (50 km nel 1996)[senza fonte]
  - 1 bronzo (30 km nel 1997)[1]